# 자위야

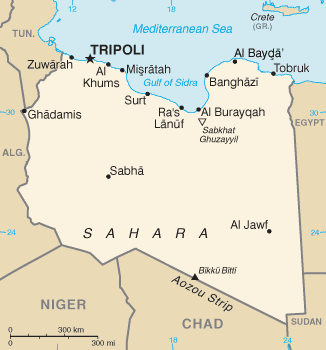

자위야(아랍어: الزاوية, Az Zawiyah)는 리비아 북서부에 위치한 도시로, 자위야 주의 주도이며 인구는 291,000명(2006년 기준)이다. 트리폴리(리비아의 수도)에서 서쪽으로 50km 정도 떨어진 곳에 위치하며 지중해와 접한다. 리비아에 있는 대규모 석유 생산 시설 2곳이 있기 때문에 리비아의 대표적인 경제 도시 가운데 하나로 손꼽힌다.
2011년 리비아 내전 때 정부군과 반군 사이에 큰 전투가 벌어졌다. 도시는 폐허가 되었고 치안은 악화되었으며 많은 어린이들이 살해당했다. 심지어 이 곳에 있던 한 병원은 폭격을 받아 크게 파괴되기도 했다. 3월 10일 리비아 정부군이 이 곳을 탈환했고 반정부 시위를 무력으로 진압했다. 한편 리비아 반군은 이 곳을 탈환하기 위한 전술을 구상하게 된다. 6월 11일 리비아 반군이 도로를 통제하게 되자 무아마르 카다피 친위대가 도로를 폐쇄하기에 이른다.

## 기후
| Zawiya의 기후            | Zawiya의 기후 | Zawiya의 기후 | Zawiya의 기후 | Zawiya의 기후 | Zawiya의 기후 | Zawiya의 기후 | Zawiya의 기후 | Zawiya의 기후 | Zawiya의 기후 | Zawiya의 기후 | Zawiya의 기후 | Zawiya의 기후 | Zawiya의 기후 |
| 월                       | 1월           | 2월           | 3월           | 4월           | 5월           | 6월           | 7월           | 8월           | 9월           | 10월          | 11월          | 12월          | 연간          |
| ------------------------ | ------------- | ------------- | ------------- | ------------- | ------------- | ------------- | ------------- | ------------- | ------------- | ------------- | ------------- | ------------- | ------------- |
| 일평균 최고 기온 °C (°F) | 17.3 (63.1)   | 18.8 (65.8)   | 21.3 (70.3)   | 24.4 (75.9)   | 26.8 (80.2)   | 29.5 (85.1)   | 32.3 (90.1)   | 33.0 (91.4)   | 31.4 (88.5)   | 28.5 (83.3)   | 23.9 (75.0)   | 19.0 (66.2)   | 25.5 (77.9)   |
| 일평균 최저 기온 °C (°F) | 6.7 (44.1)    | 7.7 (45.9)    | 9.7 (49.5)    | 12.8 (55.0)   | 15.3 (59.5)   | 18.1 (64.6)   | 19.9 (67.8)   | 20.8 (69.4)   | 20.3 (68.5)   | 17.2 (63.0)   | 12.4 (54.3)   | 8.2 (46.8)    | 14.1 (57.4)   |
| 평균 강수량 mm (인치)    | 53 (2.1)      | 34 (1.3)      | 23 (0.9)      | 10 (0.4)      | 3 (0.1)       | 1 (0.0)       | 0 (0)         | 0 (0)         | 9 (0.4)       | 24 (0.9)      | 34 (1.3)      | 61 (2.4)      | 252 (9.9)     |
| 출처: Climate-data.org   |               |               |               |               |               |               |               |               |               |               |               |               |               |